# 温特沃斯 (南达科他州)
温特沃斯（英語：Wentworth），是美国南达科他州下属的一座城市。根据2010年美国人口普查，该市有人口177人。论人口在本州排行第189。